# Brier Island
Brier Island är en ö i Kanada.   Den ligger i provinsen Nova Scotia, i den sydöstra delen av landet, 800 km öster om huvudstaden Ottawa. Arean är 12,4 kvadratkilometer.
Terrängen på Brier Island är platt. Öns högsta punkt är 43 meter över havet. Den sträcker sig 6,5 kilometer i nord-sydlig riktning, och 4,4 kilometer i öst-västlig riktning.